# Unión de Naciones Suramericanas
La Unión de Naciones Suramericanas, también conocida por su acrónimo Unasur (en inglés: Union of South American Nations, USAN; en neerlandés: Unie van Zuid-Amerikaanse Natiesⓘ, UZAN; en portugués: União de Nações Sul-Americanas, UNASUL), es un organismo de integración suramericano, actualmente inactivo compuesto por seis países: Bolivia, Brasil, Colombia, Guyana, Surinam y Venezuela.
El organismo surgió en 2008 con la firma del Tratado Constitutivo de Unasur, el cual entró en vigor en 2011. Su objetivo es «construir una identidad y ciudadanía suramericana y desarrollar un espacio regional integrado».
En su auge, llegó a estar compuesto por todos los estados soberanos de Sudamérica. Sin embargo, en abril de 2018, Argentina, Brasil, Chile, Colombia, Paraguay y Perú decidieron suspender su participación en el organismo por tiempo indefinido debido a la falta de «resultados concretos que garanticen el funcionamiento adecuado de la organización».
El gobierno de Colombia anunció su salida en agosto de 2018; Ecuador en marzo de 2019; Argentina, Brasil, Chile y Paraguay en abril del mismo año; y Uruguay en marzo de 2020; no obstante, en el caso de Argentina y Brasil, los congresos de ambos países no ratificaron las decisiones presidenciales de abandonar el tratado, tal como lo exigen sus constituciones, por lo que estos países se reintegraron a la organización en abril de 2023. En mayo del mismo año, el gobierno de Colombia también anunció que se reintegraría a la organización. En 2024, ya bajo un nuevo gobierno, Argentina decide reabandonar el organismo.

## Historia

### Antecedentes
El 18 de diciembre de 2004, en la III Cumbre Suramericana reunidos en Cuzco (Perú), los presidentes de los 12 países de América del Sur firmaron la declaración de Cuzco donde decidieron conformar la Comunidad de Naciones Suramericanas, la cual fue evolucionando a través de la Cumbre de Brasilia realizada el 30 de septiembre de 2005 y la Cumbre de Cochabamba, llevada a cabo el 9 de diciembre de 2006. Se buscaba una forma de alcanzar la integración lograda por comunidades como la Unión Europea.[cita requerida] Asimismo, una Comisión Estratégica de Reflexión aportó las bases para el establecimiento de la unión.
Los Presidentes de Suramérica, reunidos en la Cumbre realizada en la Isla de Margarita el 17 de abril de 2007, decidieron renombrar a la comunidad como Unión de Naciones Suramericanas (Unasur), creada sobre una región con raíces comunes.
Este esfuerzo regional dio fundación a la Unión de Naciones Suramericanas en la Reunión Extraordinaria de Jefas y Jefes de Estado y de Gobierno en la ciudad de Brasilia, República Federativa del Brasil, el 23 de mayo de 2008, donde se suscribió su Tratado Constitutivo y se eligió a su primera dirigente.

### Unión de Naciones Suramericanas
Con la ratificación parlamentaria de Uruguay, que se sumó a las de Argentina, Perú, Chile, Venezuela, Ecuador, Guyana, Surinam y Bolivia, la entidad entró en plena vigencia y cobró vida jurídica el 11 de marzo de 2011 después de cumplirse el requisito de que, al menos, los legislativos de nueve países hubieran suscrito ese convenio.
Colombia fue el décimo país en aprobar este tratado, haciéndolo después de obtenerse la aprobación requerida para la entrada en vigencia de Unasur, Brasil se convirtió en el undécimo país en aprobar el tratado constitutivo, y Paraguay fue el último país en aprobar el tratado, el día 11 de agosto de 2011, cuando la cámara de diputados sancionó el tratado. Paraguay fue suspendido por el resto de los miembros de la Unasur, después de lo que todos los países sudamericanos consideraron un golpe de Estado contra el gobierno democrático de Fernando Lugo en 2012. No se tomaron medidas económicas contra este último país para no perjudicar al pueblo.
El tratado constitutivo se firmó el 23 de mayo de 2008 en la ciudad de Brasilia donde se estructuró y oficializó la Organización. La primera en ocupar la presidencia pro tempore fue la  presidenta de Chile, Michelle Bachelet, en un mandato de un año de duración.
El día 4 de mayo de 2010, en la cumbre extraordinaria en Campana, provincia de Buenos Aires, se designó por unanimidad a Néstor Kirchner (expresidente de la República Argentina) como primer Secretario General de Unasur por un periodo de dos años.
Con la formación de la Secretaría General y el cargo de secretario general de la Unasur se le da un liderazgo político a nivel internacional y es un paso más hacia la formación de una institución permanente en la construcción de la Unasur.
La Secretaría General del organismo tenía su sede en la ciudad de Quito, Ecuador, mientras el Parlamento Suramericano se localizaba en la localidad boliviana de Cochabamba.
Como proyecto de integración regional, tiene como objetivo construir de manera participativa y consensuada, un espacio de integración y unión en lo cultural, social, económico, político y comercial entre sus integrantes, para establecer los primeros pasos de una integración mayor en la región, utilizando el diálogo político, las políticas sociales, para tratar asuntos relativos a la educación, energía, infraestructura, financiación y medio ambiente entre otros, para eliminar la desigualdad socioeconómica, lograr la inclusión social, la participación ciudadana y fortalecer la democracia.

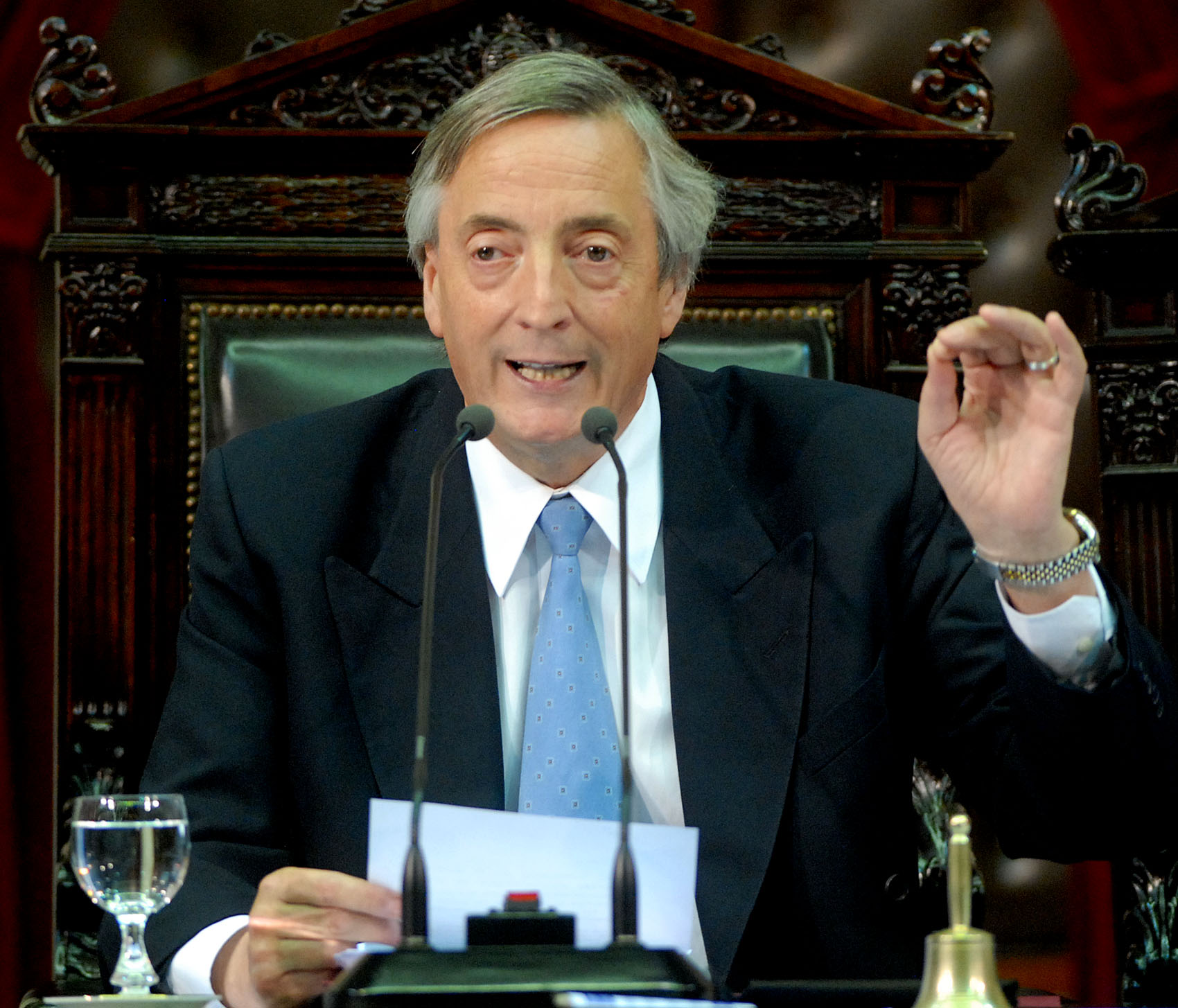
Néstor Kirchner, primer Secretario General.

El Tratado Constitutivo de la UNASUR entró en vigor el 11 de marzo de 2011, por lo que la Unasur se convirtió en una entidad jurídica durante la cumbre de Ministros de Relaciones Exteriores en la Ciudad Mitad del Mundo, Ecuador, donde se puso la piedra fundamental de la sede de la Secretaría.[cita requerida] El 24 de octubre de 2011, la Unasur obtuvo el estatus de miembro observador en la Asamblea General de las Naciones Unidas después de que la Comisión de asuntos jurídicos del organismo aprobara por unanimidad su solicitud de adhesión.
El 20 de abril de 2018 se anunció que Argentina, Brasil, Chile, Colombia, Paraguay y Perú suspenderían su participación en la organización debido a la situación de acefalía. El 10 de agosto de 2018, Colombia anunció que abandonaría la organización por el apoyo político de Unasur al gobierno de Venezuela. Días más tarde, el presidente colombiano Iván Duque Márquez envió al organismo una carta comunicando la decisión de manera oficial, la cual se ejecutará en un plazo de seis meses. En el mismo sentido, en marzo de 2019, el presidente ecuatoriano Lenín Moreno se pronunció afirmando que su país dejaría Unasur de forma inmediata, debido a la inoperancia del organismo.
En abril de 2019, con el objetivo de reemplazar a Unasur, los presidentes de ocho países de América del Sur crearon Prosur. En consecuencia, los únicos miembros de la organización que quedaron fueron Bolivia, Guyana, Surinam y Venezuela, mientras que Perú mantenía su participación suspendida indefinidamente. 
El 12 de abril de 2019 los gobiernos de Argentina y Paraguay anunciaron su salida definitiva de la organización. Tres días después el gobierno de Brasil tomó la misma determinación, horas después de haber recibido la presidencia pro tempore de la organización. El 21 de abril el gobierno de Chile anunció su salida definitiva de la institución. Uruguay anunció su retiro el 15 de abril de 2020.
Tras la reelección de Lula da Silva como presidente de Brasil, y durante una cumbre sostenida con su par argentino Alberto Fernández los días 6 y 7 de abril de 2023, ambos países anunciaron su reincorporación a la UNASUR, elevando a seis sus miembros plenos.
El 30 de mayo de 2023 previo a la Cumbre de amistad de presidentes en Brasilia, Luiz Inácio Lula da Silva comenzó a reconstruir la Unasur, que nació como institución para los países sudamericanos en plena ola de Gobiernos de izquierdas hace 15 años, creándose una comisión de cancilleres que en 120 días les ofrezca opciones. El presidente Luis Lacalle Pou, que no ve necesario reflotar Unasur, de la que el país se salió hace tres años "No ha cambiado mi opinión respecto de Unasur", dijo el jefe de Estado.
El 30 de mayo del mismo año, el presidente colombiano Gustavo Petro también anunció que su país retornaría a la organización: he decidido reintregar el país a la Unasur ratificando el tratado aprobado por el Congreso. Igualmente, ha solicitado que dicha organización cambie su nombre por el de Asociación de Naciones Suramericanas para garantizar el pluralismo y la permanencia en el tiempo.
El 5 de diciembre de 2023 se reactivó el Consejo de Delegadas y Delegados, órganos del Unasur, con la participación de los delegados de Brasil, Bolivia, Colombia, Venezuela, Surinam y Guyana. Asimismo se anunció el regreso de Colombia al bloque.
El 12 de diciembre de 2023 Argentina volvió a retirarse de la UNASUR por resolución del presidente Javier Milei según declaraciones de su canciller Diana Mondino. 

## Administración interna
Las instituciones de la Unión de Naciones Suramericanas fueron:
- El Consejo de Jefes de Estado y de Gobierno — el órgano máximo de la unión y el encargado de establecer los lineamientos políticos, planes de acción, programas y proyectos del proceso de integración suramericana y decidir las prioridades para su implementación, para lo cual se recurría a convocar Reuniones Ministeriales Sectoriales y decidir sobre las propuestas presentadas por el Consejo de Ministros de Relaciones Exteriores.[37]
- La presidencia pro tempore — ejercida sucesivamente por cada uno de los Estados miembros, por períodos anuales. La presidencia se encargaba de preparar, convocar y presidir las reuniones de los órganos, además de representar a la unión en eventos internacionales, asumir compromisos y firmar Declaraciones con terceros, previo consentimiento de los órganos correspondientes de la unión.[37]
- El Consejo de Ministros de Relaciones Exteriores — las reuniones ordinarias del Consejo de Ministros de Relaciones Exteriores tenían una periodicidad semestral, pudiendo convocar la Presidencia Pro Tempore reuniones extraordinarias a petición de la mitad de los Estados miembros.
- El Consejo de Delegadas y Delegados — tenía como función la publicación de las Decisiones del Consejo de Jefas y Jefes de Estado y las Resoluciones del Consejo de Ministras y Ministros, con el apoyo de la presidencia Pro Témpore y la Secretaría General. Además, compatibilizaba y coordinaba las iniciativas de la unión con otros procesos de integración regional y subregional vigentes, con la finalidad de promover la complementariedad de esfuerzos y los espacios de diálogo que favorecieran la participación ciudadana en el proceso de integración suramericana.[37]
- La Secretaría General — el órgano que, bajo la conducción del Secretario General, ejecutaba los mandatos que le confieren los órganos de la unión y ejercía su representación por delegación expresa de los mismos. Tuvo su sede permanente en Quito, Ecuador. El Secretario apoyaba a las demás instancias en el cumplimiento de sus funciones, a la vez que proponía iniciativas y efectuaba el seguimiento a las directrices de estos órganos, además de preparar las diversas reuniones, informes y nuevos proyectos de integración de la institución. El Secretario se encargaba, además, de coordinar con otras entidades de integración y cooperación de América Latina y el Caribe para el desarrollo de las actividades que le encomienden los demás órganos.[37] El Secretario General era designado por el Consejo de Jefas y Jefes de Estado a propuesta del Consejo de Ministras y Ministros de Relaciones Exteriores, por un período de dos años, renovable por una sola vez. El Secretario General no podía ser sucedido por una persona de la misma nacionalidad.
- Consejos Ministeriales y Sectoriales
  - Consejo de Salud Suramericano (CSS).
  - Consejo Suramericano de Desarrollo Social (CSDS).
  - Consejo Suramericano de Infraestructura y Planeamiento (COSIPLAN) — un organismo de la Unasur que promovía la construcción de redes de infraestructura, transportes y telecomunicaciones, atendiendo a criterios de desarrollo social y económico sostenible y reservando el equilibrio de los ecosistemas. Entre sus logros durante el ejercicio de la Presidencia Pro Tempore a cargo del Ecuador está la aprobación de sus estatutos el 18 de junio de 2010.[38] En abril de 2010, el COSIPLAN elaboró un Plan de Acción que entre otras cosas impulsa “la construcción de una visión suramericana estratégica e integral de la infraestructura regional que propende al equilibrio y cohesión territorial, como así también el desarrollo humano en armonía con la naturaleza”.[39]
  - El Consejo Suramericano de Educación, Cultura, Ciencia, Tecnología e Innovación (COSECCTI) — una instancia política de la Unasur que buscaba concertar y promover políticas y proyectos comunes, desde las áreas de educación, cultura, ciencia, tecnología e innovación; para fortalecer el proyecto integrador y de desarrollo de la región.[40] Fue creado en la III Reunión Ordinaria de la Unasur celebrada en Quito, el 10 de agosto de 2009, fecha en la que Ecuador asumió la Presidencia Pro Tempore, por el lapso de un año.[40] La coordinación del Consejo estaba presidida por la Secretaría Nacional de Planificación y Desarrollo (SENPLADES) de Ecuador, quien, a petición del Ministerio de Relaciones Exteriores Comercio e Integración del gobierno ecuatoriano, era el organismo encargado de elaborar una propuesta de estatuto y un plan de acción.[41]

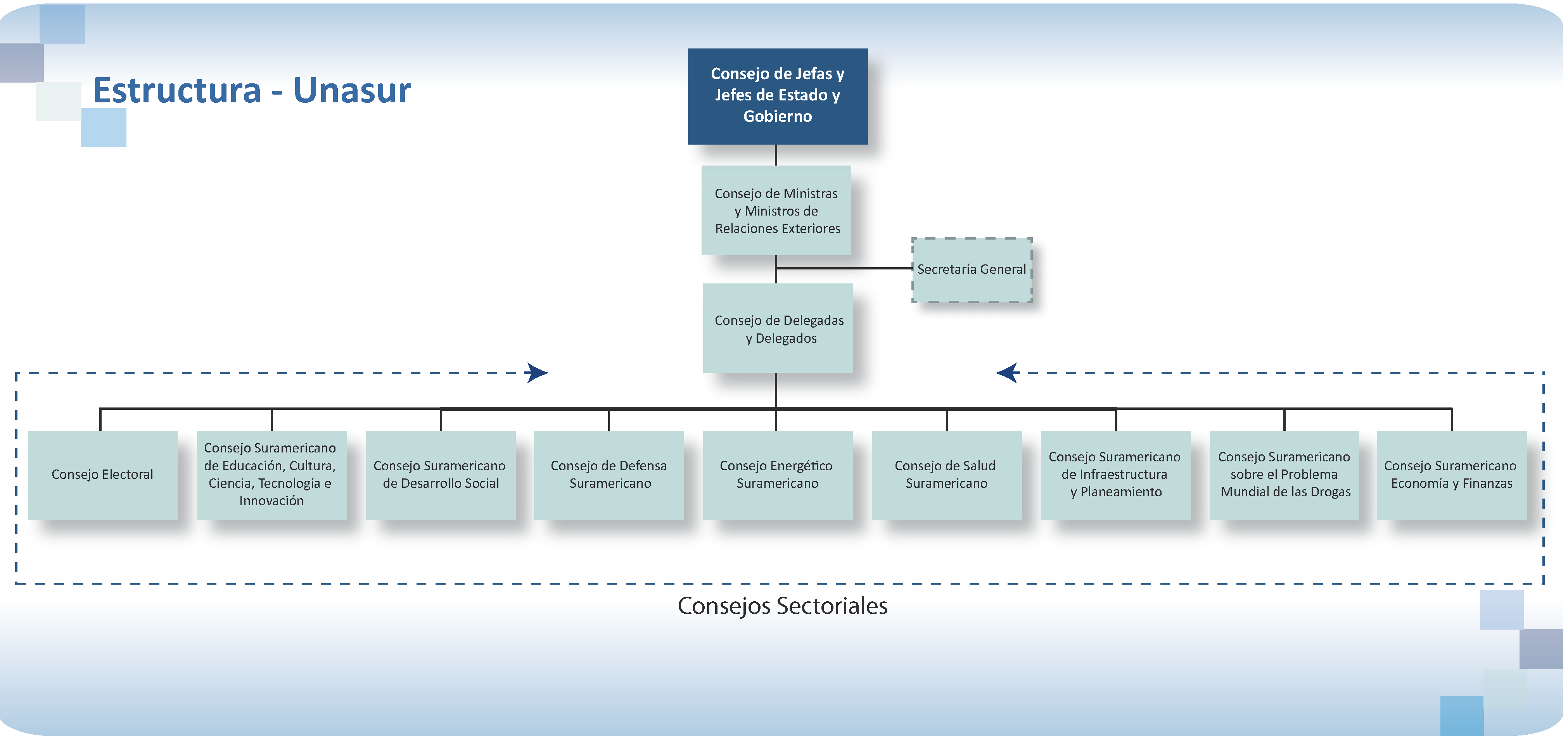
Estructura de Unasur.

- - Consejo Suramericano de Cultura (CSC).
  - Consejo Suramericano de Ciencia, Tecnología e Innovación (COSUCTI).
  - Consejo Suramericano sobre el Problema Mundial de las Drogas.
  - Consejo de Defensa Suramericano (CDS).
  - Consejo Suramericano de Economía y Finanzas (CSEF).
  - Consejo Energético Suramericano (CES).
  - El Consejo Electoral de la UNASUR (CEU) — fue creado por decisión del Consejo de Ministras y Ministros de Relaciones Exteriores el 24 de agosto de 2011 en Buenos Aires.[42] Estaba conformado por las máximas autoridades de los organismos electorales de los once Estados miembros.[42] Entre sus funciones estaba la de actuar como observador de los eventos electorales de los países miembros de la unión suramericana.[43] La primera misión del Consejo Electoral fue observar las elecciones presidenciales en Venezuela, el 7 de octubre del 2012.[44]
  - Consejo Suramericano en materia de Seguridad Ciudadana, Justicia y Coordinación de Acciones contra la Delincuencia Organizada Trasnacional (DOT).

Otras instituciones:
- El Parlamento Suramericano — la instancia deliberadora donde representantes de los doce países miembros de la Unión de Naciones Suramericanas se reunirían. Su sede era la localidad boliviana de Cochabamba.
- Banco del Sur
- Instituto Suramericano de Gobierno en Salud - ISAGS
- Centro de Estudios Estratégicos de Defensa del Consejo de Defensa Suramericano CEED - CDS
- Unidad Técnico Administrativa del Consejo Electoral - UTACE
- Escuela Suramericana de Defensa - ESUDE
- Agencia Espacial Suramericana

### Sede de Unasur

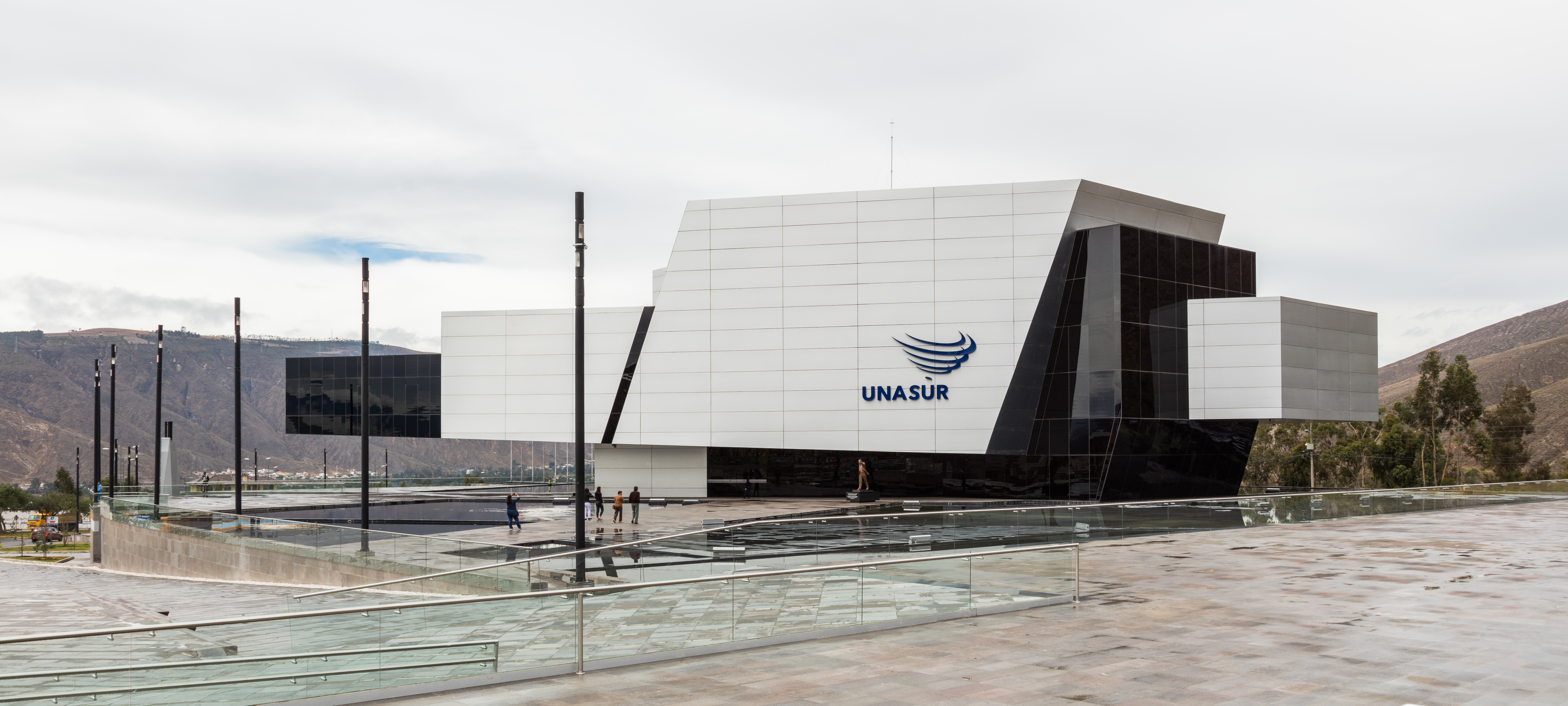
Edificio Unasur.

El edificio pertenecía a la sede permanente de la Unión de Naciones Suramericanas (Unasur) hasta 2018, está ubicado a 14 kilómetros al norte de la ciudad de Quito, en el complejo Ciudad Mitad del Mundo. Llevaba el nombre del fallecido expresidente de Argentina y el primero en asumir la Secretaría General de UNASUR, Néstor Kirchner (1950-2010). Fue inaugurado el 5 de diciembre de 2014.
El moderno edificio significó una inversión de más de 38 millones de dólares, como una contribución del Gobierno de Ecuador. Contaba con un área de 20 mil metros cuadrados y cinco plantas:
1. Tres altas para los niveles operativos, ejecutivos y de directorio con oficinas para cada delegación.
2. Dos plantas inferiores y una oficina para el Secretario General del ente.

En las dos primeras plantas había una sala de convenciones, un salón principal de presidentes, salas de prensa, interpretación simultánea, proyecciones, auditorio, cafetería, restaurante, una proyección aterrazada especial para ver la ciudad y una playa exterior con un área de más de 14 000 metros cuadrados de espacios verdes, estacionamiento de 190 puestos y un espejo de agua integrado a los jardines.
El edificio fue un desafío arquitectónico, tecnológico y creativo, único en su tipo. Su forma parece una escultura elevada sobre un tronco principal de 1500 metros cuadrados, sobre el cual se asientan dos grandes brazos, que se extienden a los costados del edificio principal. Se trata de la armadura de mayor volado en Suramérica (50 metros sin apoyos), con la intención de ser un modelo de tecnología, empuje y creatividad.
El edificio fue diseñado con los siguientes criterios calidad y eficiencia:
1. Bajo consumo energético, ya que cuenta con celdas fotoeléctricas de Paneles Solares en la losa superior, que permitan generar un gran porcentaje de su demanda energética.
2. Bajo nivel de consumos de agua.
3. Reutilización de aguas residuales.
4. Materiales de construcción acreditados, criterios de bajo consumo energético,, tecnológicamente estará equipado con los más modernos sistemas de comunicación y respaldo de datos, y certificación internacional medioambiental.

Las instalaciones podrían servir para reuniones de la Comunidad de Estados Latinoamericanos y del Caribe (CELAC) y demás foros de integración de la región. Sin embargo, a fines de septiembre de 2018, el gobierno de Ecuador tomó posesión del edificio, el cual sería destinado en un comienzo a ser una universidad indígena, pero se optó por traspasarlo al Ministerio de Relaciones Exteriores de Ecuador, quedando Unasur sin una sede fija para sus reuniones.

### Reuniones

#### Cumbres
| Cumbre                | Lugar                | Fecha                    | Presidente pro témpore |
| --------------------- | -------------------- | ------------------------ | ---------------------- |
| I Cumbre de Unasur    | Santiago, Chile      | 15 de septiembre de 2008 | Michelle Bachelet      |
| II Cumbre de Unasur   | Quito, Ecuador       | 10 de agosto de 2009     | Rafael Correa          |
| III Cumbre de Unasur  | Bariloche, Argentina | 28 de agosto de 2009     | Rafael Correa          |
| IV Cumbre de Unasur   | Georgetown, Guyana   | 26 de noviembre de 2010  | Bharrat Jagdeo         |
| V Cumbre de Unasur    | Asunción, Paraguay   | 29 de octubre de 2011    | Fernando Lugo          |
| VI Cumbre de Unasur   | Lima, Perú           | 30 de noviembre de 2012  | Ollanta Humala         |
| VII Cumbre de Unasur  | Paramaribo, Surinam  | 30 de agosto de 2013     | Dési Bouterse          |
| VIII Cumbre de Unasur | Guayaquil, Ecuador   | 4 de diciembre de 2014   | José Mujica            |

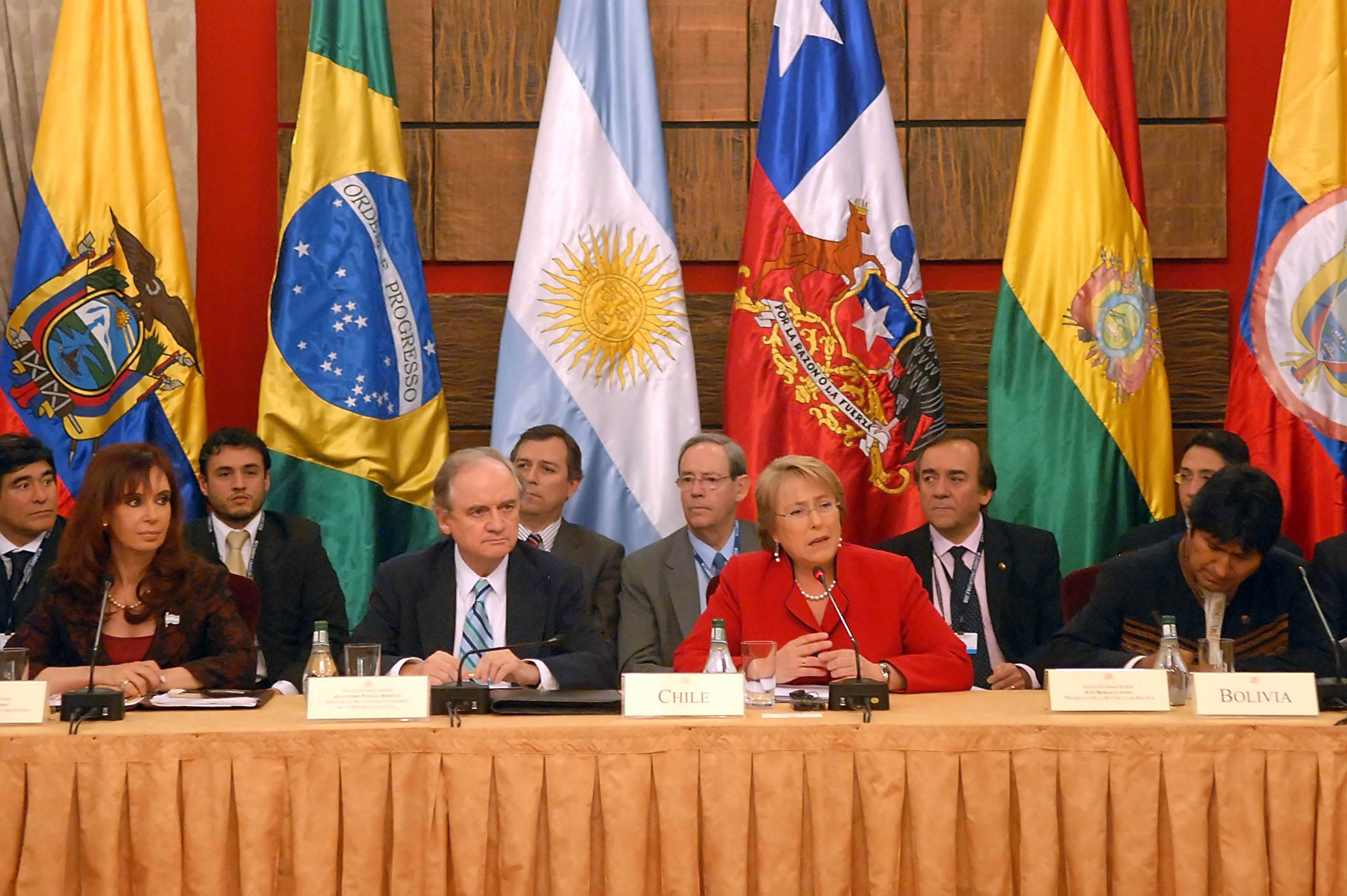
I Cumbre de Unasur en el Palacio de la Moneda, Santiago de Chile. De izquierda a derecha, Cristina Fernández de Argentina, Alejandro Foxley y Michelle Bachelet de Chile y Evo Morales de Bolivia.

- La IX Cumbre, prevista para el 23 de abril de 2016 en Quito, fue cancelada debido al terremoto de Ecuador.[47]

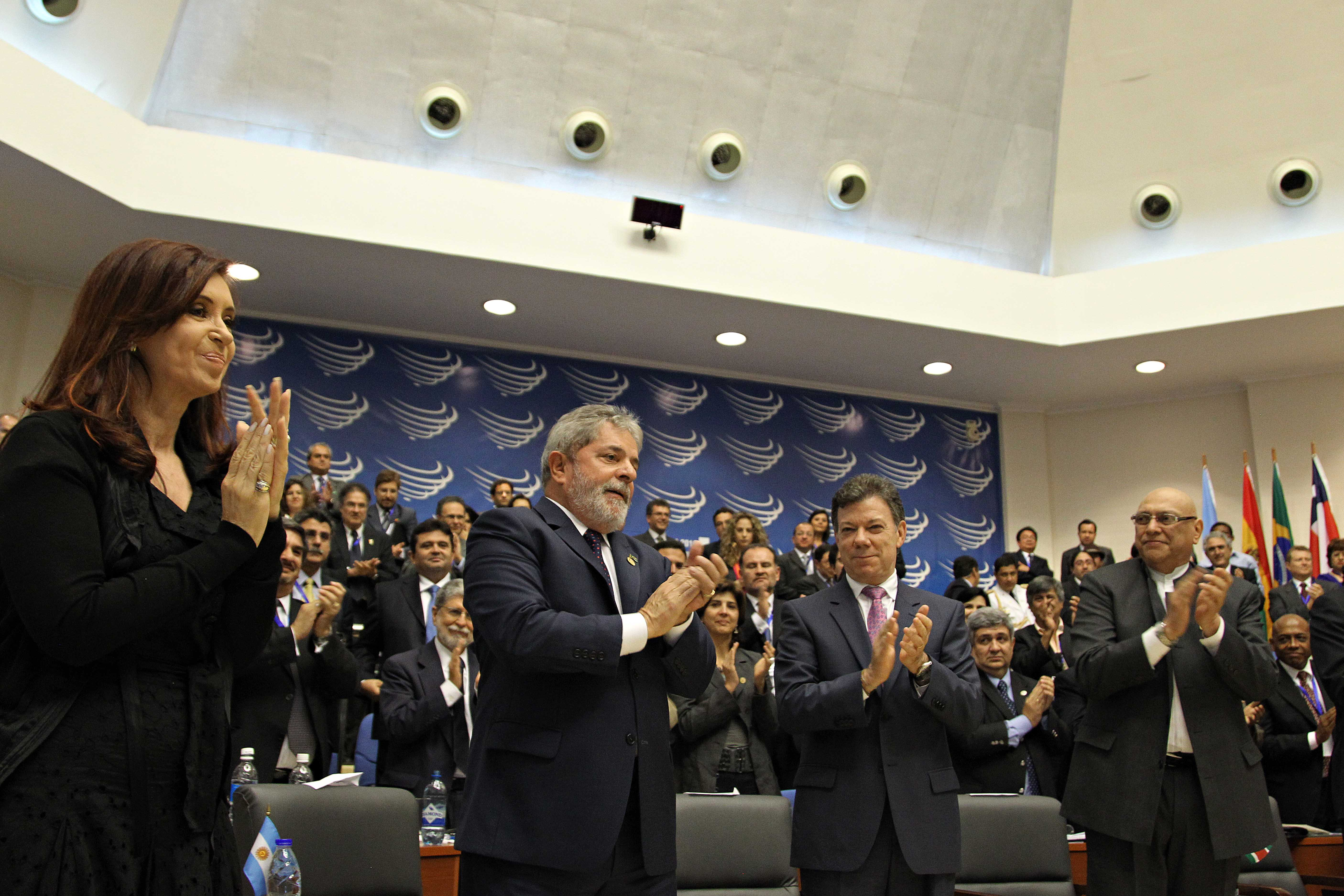
Mandatarios en la Cumbre de Unasur 2010. Desde la izquierda: Cristina Fernández, Presidente de Argentina; Luiz Inácio Lula da Silva, Presidente del Brasil; Juan Manuel Santos, Presidente de Colombia, y Fernando Lugo, Presidente de Paraguay.

#### Reunión extraordinaria sobre la instalación de bases militares estadounidenses en Colombia (2009)
El 28 de agosto de 2009 tuvo lugar en Bariloche (Argentina) una reunión extraordinaria de UNASUR acerca de la posible instalación de bases militares estadounidenses en Colombia. En efecto, el entonces presidente colombiano Álvaro Uribe había firmado un acuerdo con el Departamento de Defensa de los Estados Unidos para la instalación de siete bases estadounidenses en distintos puntos de Colombia para contrarrestar la expansión del narcotráfico. La víspera de dicha reunión, el presidente venezolano Hugo Chávez dirigió una carta abierta a sus socios de UNASUR:

Llegó la hora de Sudamérica, la hora de UNASUR, confiamos en la capacidad política de nuestra naciente unión para enfrentar en la actualidad esta amenaza que compromete el porvenir de nuestras repúblicas, el porvenir de nuestros pueblos y el porvenir de toda la humanidad.
Hugo Chávez, 27 de agosto de 2009.

#### Reunión extraordinaria para la designación del primer secretario general (2010)
Los presidentes y cancilleres de los 12 países que forman la Unión de Naciones Suramericanas se reunieron el martes 4 de mayo de 2010 en la localidad de Los Cardales (Campana), provincia de Buenos Aires, Argentina. Se trató tres asuntos: la elección del secretario general, las estrategias de ayuda a Haití y Chile y la situación de Honduras post golpe militar.
Sobre el primer punto, el residente del Ecuador, Rafael Correa propuso al exmandatario Néstor Kirchner. Asimismo, dos semanas atrás, el canciller ecuatoriano, Ricardo Patiño, se reunió en Buenos Aires con Jorge Taiana para definir la agenda de la reunión y remarcó la iniciativa de Rafael Correa de que sea Néstor Kirchner quien encabece el bloque suramericano.
En relación con el apoyo a Haití, los mandatarios decidieron en una reunión especial por el archipiélago, crear un fondo de ayuda de 100 millones de dólares, incluyendo una propuesta de solicitar un aporte del Banco Interamericano de Desarrollo (BID) por otros 200 millones. Además estuvo el tema de Chile que también tuvo problemas similares.

##### Apoyo a Haití (2010)
La Unasur inauguró el 1 de septiembre de 2010 la oficina UnasurHaití, en el marco del Plan de Trabajo acordado por el mandatario ecuatoriano, y presidente pro tempore del bloque, Rafael Correa y por el Secretario General, Néstor Kirchner. A cargo de la nueva secretaría técnica quedó el embajador argentino y abogado especializado en el campo de los derechos humanos Rodolfo Mattarollo
La secretaría técnica estaría en Puerto Príncipe y a Mattarollo lo secundaría el embajador chileno Marcel Young.
Argentina, por su parte, el jueves 19 de diciembre mediante el embajador de la República Argentina en Haití, Raúl Sebaste, el secretario técnico, embajador Rodolfo Mattarollo y el primer ministro de la República de Haití, concretaron la firma de la Adenda al Proyecto Ampliación del Pro Huerta en Haití con la Unasur, dando continuidad a este proyecto que Argentina venía desarrollando junto a Haití.
El Programa Pro-Huerta con Haití fue implementado por la Argentina desde el año 2005, con el objetivo de garantizar la seguridad alimentaria mediante el fomento de la autoproducción de alimentos frescos a través de huertas orgánicas, para complementar la dieta de poblaciones urbanas y rurales con necesidades básicas insatisfechas.

#### Reunión por la crisis de seguridad en Ecuador (2010)

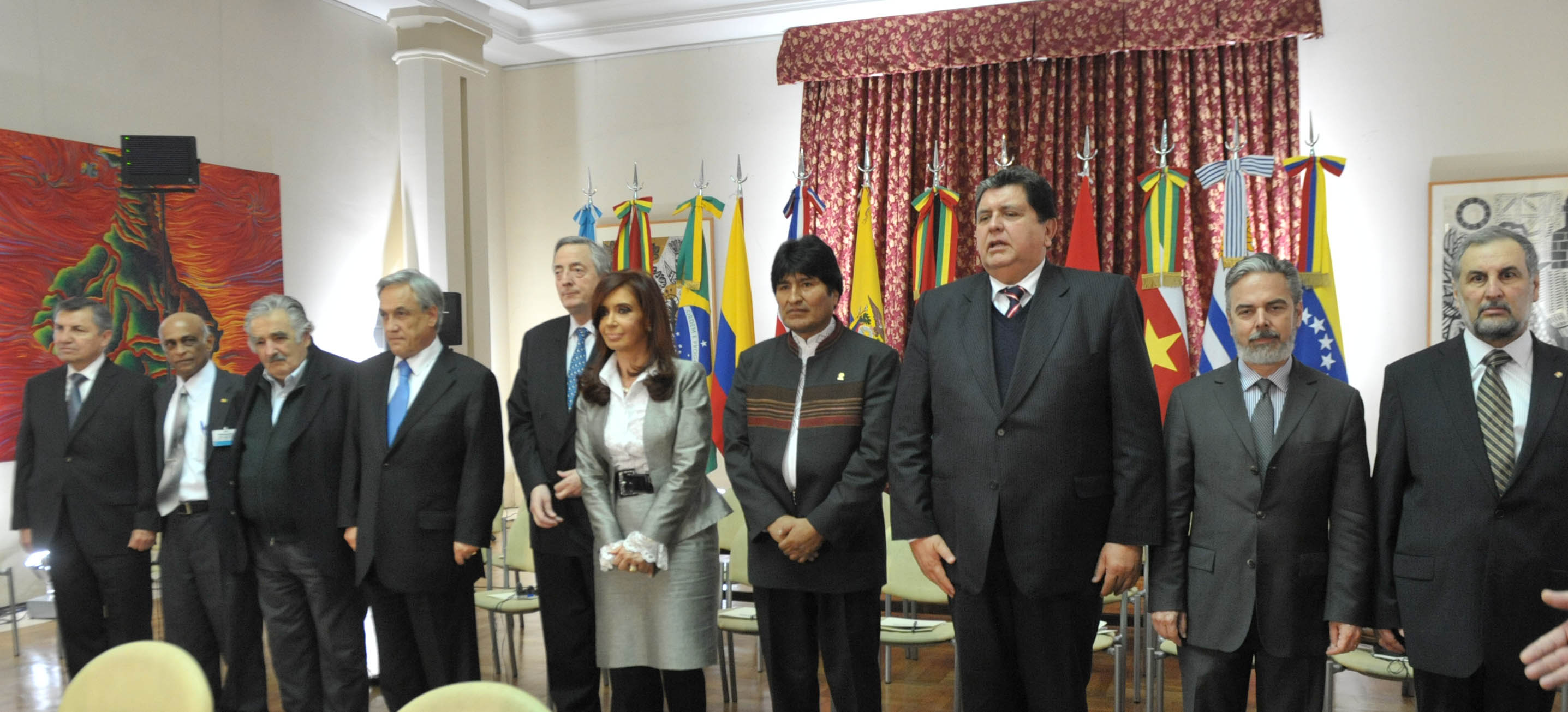
Cumbre de Emergencia en Buenos Aires.

Luego del estallido de la sublevación del organismo Policía Nacional del Ecuador propiciando el intento de golpe de Estado en Ecuador, los mandatarios de los países pertenecientes a la Unasur se convocaron en una reunión de urgencia en el Palacio San Martín en Buenos Aires, el 30 de septiembre de 2010, donde buscan generar y consensuar un plan de apoyo para el presidente Rafael Correa. La reunión tuvo lugar el mismo día de iniciado el golpe militar.
Entre otras resoluciones en dicha reunión se establecieron por unanimidad dentro de las políticas de la Unasur someter a sanciones a dichos países en los que se atenten la democracia, la estabilidad institucionalidad, golpes de Estado y demás actos similares. Entre las sanciones se determinó cerrar todas las fronteras a dicha nación, cerrar puentes y carreteras con Colombia y Perú, desconocer a cualquier poder establecido después de dicha insubordinacion, bloqueo total económico, comercial y político, suspensión del tráfico aéreo, provisión de energía y otros suministros, expulsión de la organización, establecer gestiones internacionales para restitución de los mandatarios derrocados y sanciones penales en contra de los golpistas, entre otros.

#### Reunión para la designación del nuevo secretario general (2011)
La reunión se llevó a cabo el 11 de marzo de 2011 en la Ciudad Mitad del Mundo. El anuncio de la designación del nuevo secretario general de la Unasur se realizó en el marco de la reunión del Consejo de Ministras y Ministros de Relaciones Exteriores de Suramérica. La designada para ocupar el cargo fue la excanciller colombiana María Emma Mejía.
Mejía asumió el cargo en abril, cuando comenzó el año administrativo de la Unión de Naciones Suramericanas.
En la última cumbre de la Unasur, que se celebró noviembre de 2010 en Guyana, los presidentes de los países miembros decidieron que el mandato del nuevo secretario general sería de dos años y no podría ser reelegido. Para la elección del nuevo secretario general de la Unasur las cancillerías de Venezuela y Colombia propusieron una elección compartida, es decir que el periodo de 2 años se dividiría en 2, siendo el primer año para Colombia y el segundo para Venezuela, y a partir de 2012 el secretario general de la Unasur será Alí Rodríguez Araque. En el año 2014, se designó al expresidente colombiano Ernesto Samper Pizano para el siguiente periodo, comprendido entre los años 2014 hasta el 2016.

#### Reunión extraordinaria para considerar la situación política en Paraguay (2012)
La reunión se realizó el 29 de junio de 2012 en la ciudad de Mendoza, Argentina, coincidiendo con la XLIII Cumbre del Mercosur. La misma fue convocada por los acontecimientos de la crisis política que ocurría en Paraguay, la que provocó la destitución del presidente Fernando Lugo, y fue el parlamento paraguayo quien designara como su sucesor al hasta entonces vicepresidente Federico Franco en una situación calificada como golpe de Estado institucional. Federico Franco no fue invitado a la reunión extraordinaria, y la mayoría de los gobiernos latinoamericanos ya habían emitido comunicados donde no reconocerían al nuevo presidente.
Las definiciones tomadas por el Consejo de Jefas y Jefes de Estado y de Gobierno de Unasur fue suspender a Paraguay "hasta que se restablezca el orden institucional", poniendo fin al ejercicio de la Presidencia pro témpore que hasta ese momento ostentaba este país y otorgándola al Jefe de Estado del Perú, Ollanta Humala. De esta manera, el grupo de países hizo efectiva la cláusula democrática, considerando que el juicio político y posterior destitución de Lugo no contó con las garantías del debido proceso ni la posibilidad de defensa de las acusaciones efectuadas en el mismo.

#### Reunión extraordinaria para considerar la situación en Venezuela (2013)
La reunión fue convocada de emergencia para el día 18 de abril de 2013, donde se trataron los acontecimientos sucedidos en Venezuela, luego de realizadas las elecciones presidenciales. La misma tuvo lugar en la ciudad de Lima y asistieron los presidentes de Perú, Brasil, Argentina, Colombia, Uruguay, Chile, Guyana y Bolivia, mientras que el presidente de Paraguay no fue convocado dado que Unasur mantiene la suspensión de este país hasta que se realicen elecciones democráticas, tampoco asistieron el presidente de Ecuador que se encontraba de gira por Europa y tampoco hubo representación de Surinam.
Al finalizar el encuentro se dio lectura al acta de la declaración de consenso alcanzada por los Jefes y Jefas de Estado de Unasur. La misma "expresa su felicitación al pueblo venezolano por la masiva participación y saluda al presidente Nicolás Maduro por los resultados"; también "insta a todos los sectores que participaron a respetar los resultados oficiales de las elecciones", remarcando que "todo reclamo que solicite alguno de los participantes deberá ser canalizado dentro del ordenamiento jurídico presente". La declaración también incluye párrafos relacionados con los hechos de violencia que ocurrieron en Venezuela tras las elecciones, en tal sentido "llama a deponer toda actitud o acto de violencia que ponga en riesgo la paz social del país" y por tanto "se acuerda la designación de una comisión de Unasur para acompañar la investigación de los hechos violentos".

#### Reunión extraordinaria motivada por la demora al presidente boliviano en Viena (2013)
Se convocó a una cumbre de emergencia el día 4 de julio de 2013 en Cochabamba, a raíz del conflicto diplomático suscitado a partir de la retención del presidente boliviano, Evo Morales, en la capital austríaca.
Dos días antes, el avión presidencial que transportaba a Evo Morales había sido retenido durante catorce horas en el aeropuerto de Viena. Esto ocurrió luego de que  Francia, Italia y Portugal negaran el paso del avión  boliviano por sus espacios aéreos, frente a la sospecha de que estuviera a bordo Edward Snowden, quien tenía pedido de captura por parte de las autoridades de Estados Unidos por sus revelaciones sobre el programa de vigilancia global  PRISM, conducido por ese país, y finalmente fuera España quien procurase una ruta alternativa al permitir el aterrizaje del avión presidencial en el aeropuerto de Las Palmas.
Unasur emitió además un comunicado, donde expresa su solidaridad con el gobierno boliviano y manifiesta su "indignación y profundo rechazo" por el hecho, demandando además su esclarecimiento.

## Políticas

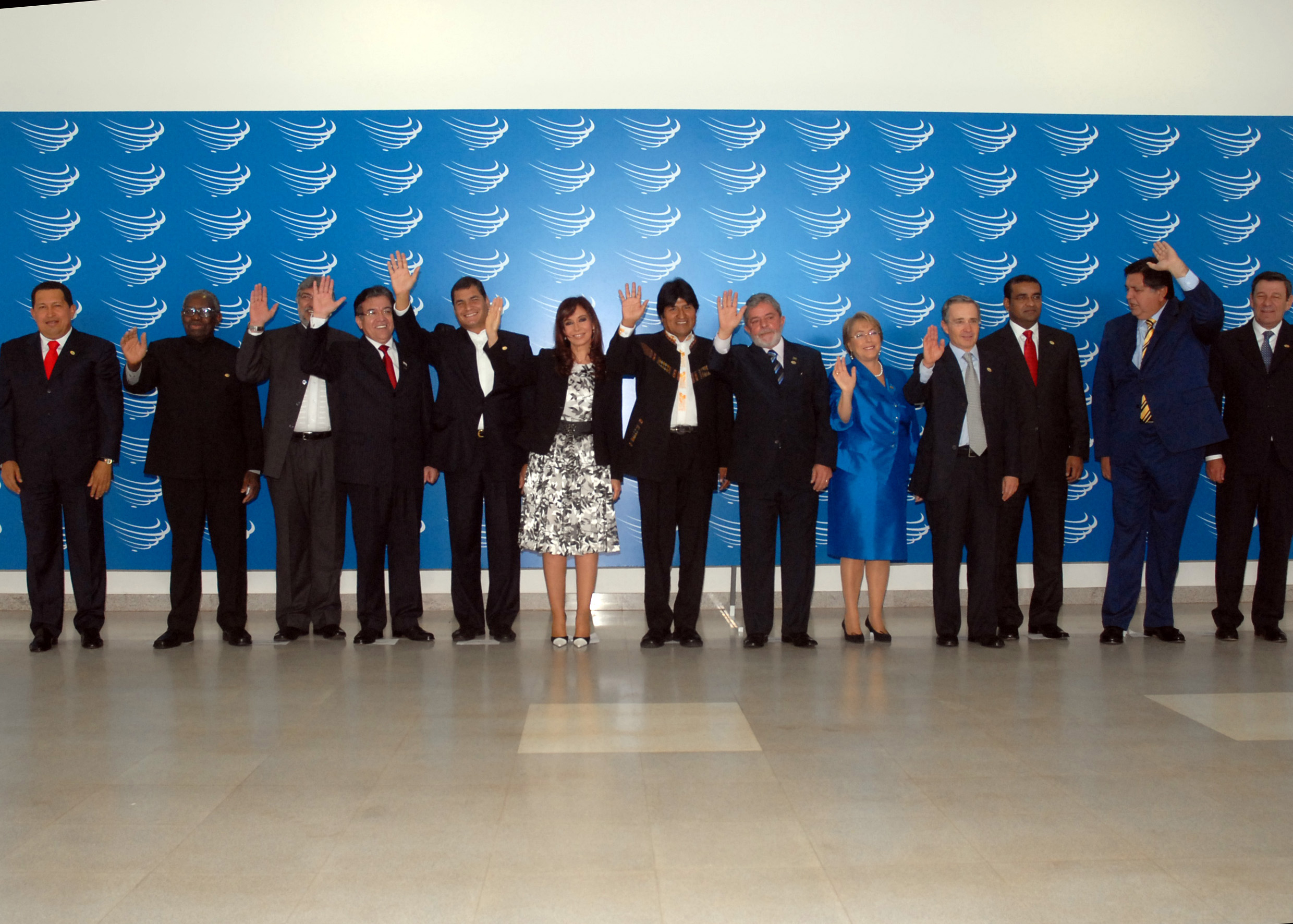
El Consejo de Jefas y Jefes de Estado durante la reunión que dio origen a Unasur (23 de mayo de 2008).

- La Unión de Naciones Suramericanas comenzó sus planes de integración con la construcción de la Carretera Interoceánica, que unirá el Perú con el Brasil pasando por Bolivia, otorgándole a Brasil una salida al océano Pacífico y a Perú, una salida al océano Atlántico. La construcción comenzó en septiembre de 2005, financiada en un 60 % por Brasil y en un 40 % por Perú,[69] fue terminada en diciembre de 2010.[70]

- Le siguió a esta, el Anillo Energético Suramericano, para que Argentina, Brasil, Chile, Paraguay y Uruguay sean abastecidos de gas peruano: el gas de Camisea, con gasoductos y transporte en barcos cisterna. Su propuesta ya ha sido ratificada y se esperaba su inicio en el 2006, pero debido a la poca utilidad a los países exportadores y a problemas políticos con los países involucrados, el proyecto se ha congelado por el momento.[71]

- El Gasoducto Binacional, un proyecto energético de integración entre Colombia y Venezuela, fue iniciado el día 8 de julio de 2006, durará 24 meses y está a cargo de las empresas petroleras estatales PDVSA de Venezuela y Ecopetrol de Colombia. El costo de construcción es de 300 millones de dólares estadounidenses.[72]

- También se incluye el Poliducto Binacional, el cual se extenderá en un futuro cercano para permitir a Venezuela exportar petróleo al Lejano Oriente a través de la costa pacífica de Colombia.[73]

- Con la Guayana Francesa y Surinam como única excepción, todo el resto de Suramérica puede ser visitado por cualquier suramericano por hasta 90 días con solo presentar su documento nacional de identidad.[74]

### Social
Inicialmente Mercosur, Bolivia y Chile establecieron que todo su territorio constituye un Área de Libre Residencia con derecho a trabajar para todos sus ciudadanos, sin otro requisito que acreditar la nacionalidad y no poseer antecedentes penales. Esta área fue establecida en la Cumbre de Presidentes de Brasilia, mediante el Acuerdo sobre Residencia para Nacionales de los Estados Parte del Mercosur, Bolivia y Chile firmado el 6 de diciembre de 2002. Para el 2010 se habían adherido a la misma Ecuador, Perú y, posteriormente, Colombia. Si bien el Área de Libre Residencia y Trabajo no se asimila completamente a la libre circulación de personas (donde no se requiere tramitación migratoria alguna), los seis países han dado un gran paso adelante y establecido expresamente su voluntad de alcanzar la plena libertad de circulación de las personas en todo el territorio. Durante la cumbre realizada en San Miguel de Tucumán, los mandatarios de los diferentes países, propusieron la libre circulación de personas dentro de todo el subcontinente suramericano, sin necesidad de pasaporte, no solo a ciudadanos integrantes del bloque.
Desde las regularizaciones faltantes para la aplicación del mismo, desde mediados de agosto de 2013 existe el tránsito y residencia libre para sudamericanos de 10 países (Argentina, Bolivia, Brasil, Chile, Colombia, Ecuador, Paraguay, Perú, Uruguay y Venezuela), que solo con su cédula/documento de identidad y sin restricciones de circulación, pueden viajar por la región hasta por 90 días para posteriormente solicitar una residencia temporal de dos años y luego conceder una definitiva.
El siguiente paso que se halla en trámite es la aplicación de una ciudadanía sudamericana y la definitiva libre circulación de personas, integración a la misma de forma completa de Guyana y Surinam y a otros países fuera de la región, principalmente latinoamericanos como Panamá y México que han empezado liberando sus fronteras en cierta medida.

### Educación
La finalidad de Unasur en el sistema educativo fue la unificación del sistema de acreditación y control de calidad del sistema universitario, primario y secundario. Así como un sistema único de evaluación y malla curricular, con eso completar la convalidación de títulos profesionales y el libre trabajo en cualquier país de la región. Como una de las prioridades para la presidencia paraguaya de la unión estuvo el establecimiento de la Universidad del Sur.

### Defensa
El Consejo de Defensa Suramericano (CDS) fue propuesto por Venezuela y Brasil para servir como un mecanismo para la Seguridad Regional, promoviendo la cooperación militar y la defensa regional. Desde el comienzo, Brasil, Argentina, Colombia y Chile, los países que propusieron el consejo, tomaron el liderazgo del proyecto, dejando claro que no se trataba de crear una organización de las características tan complejas como la OTAN, establecida durante la Guerra Fría, sino un acuerdo de cooperación en seguridad regional, expandiendo la cooperación multilateral, promoviendo las medidas de confianza así como las de construir seguridad, lucha contra el contrabando de drogas, pesca ilegal, mayor control del mar territorial de los países miembros, a la vez que incentivar el intercambio industrial de defensa, con equipos y tecnología entre los países de la región. Colombia inicialmente no quiso tomar parte debido a sus fuertes lazos militares con los Estados Unidos a través del Plan Colombia. Sin embargo, después de revaluar la situación, Colombia optó por formar parte del Consejo el 20 de julio de 2008.
Poco después de la firma del presidente de Colombia, la presidenta de Chile, Michelle Bachelet, designó un grupo de trabajo para investigar y elaborar un plan para el nuevo consejo. Por último el 10 de marzo de 2009, los 12 países miembros celebraron, en Chile, la primera reunión del consejo.

### Investigación
Reunido en la ciudad de Lima, Perú, el 11 de noviembre de 2011, el Consejo de Defensa Suramericano puso en marcha la creación de la Agencia Espacial Suramericana y también el primer paso en la investigación aeronáutica con el proyecto de diseño de un avión caza de entrenamiento y otro no tripulado, para equipar a los países miembros, que podrán construir partes de los equipos en cada país.

## Geografía

Zonas Económicas Exclusivas de los Estados miembros de la Unasur.

### Posición geográfica
- Superficie terrestre: 3 674 636 km²
- Zona Económica Exclusiva: 1 623 498 km²
- Área total: 5 298 134 km²
- Punto extremo norte: Isla de Aves, Dependencias Federales,  Venezuela 15°40′15.5″N 63°37′9.9″O / 15.670972, -63.619417
- Punto extremo sur: Cerro Guayaques, departamento de Potosí,  Bolivia 22°54′S 67°31′O / -22.900, -67.517
- Punto extremo este: Frontera con Guayana Francesa, distrito de Sipaliwini,  Surinam
- Punto extremo oeste: Punta Pariñas, departamento de Piura,  Perú 04°40′45″S 81°19′35″O / -4.67917, -81.32639

#### Zonas económicas exclusivas
| Estados de la UNASUR | Zona Económica exclusiva km² | Plataforma km² | Zona E.E + Superficie terrestre km² |
| -------------------- | ---------------------------- | -------------- | ----------------------------------- |
| Perú                 | 906 454                      | 82 000         | 2 191 670                           |
| Venezuela            | 471 507                      | 99 889         | 1 387 952 (1)                       |
| Bolivia              | 0                            | 0              | 1 098 581                           |
| Guyana               | 137 765                      | 50 578         | 352 734                             |
| Surinam              | 127 772                      | 53 631         | 291 592                             |

(1) Sin incluir áreas terrestres y marítimas en reclamo 

### Altitud
- Puntos extremos
  - Punto más alto: Nevado Huascarán, departamento de Ancash,  Perú 6798 m s. n. m.
  - Punto más bajo: Depresión de Sechura, departamento de Piura,  Perú -34 m s. n. m.

- Asentamientos humanos
  - Centro poblado a mayor altitud: La Rinconada, departamento de Puno,  Perú 5100 m s. n. m.
  - Capital nacional a mayor altitud: La Paz, departamento de La Paz,  Bolivia 3640 m s. n. m.
  - Centro poblado a menor altitud: Lagunillas, Estado Zulia,  Venezuela -12 m s. n. m.
  - Capital nacional a menor altitud: Georgetown, Región de Demerara-Mahaica,  Guyana -2 m s. n. m.

- Otros
  - Volcán más alto: Nevado Sajama, departamento de Oruro,  Bolivia 6542 m s. n. m.
  - Lago navegable más alto: Lago Titicaca,  Bolivia- Perú 3812 m s. n. m.

### Hidrografía
- Longitud de costa: 11 898 km
- Río más largo: Río Orinoco,  Venezuela 2250 km
- Río más caudaloso: Río Amazonas, departamento de Loreto,  Perú 60 000 m³/s
- Lago más extenso: Lago de Maracaibo,  Venezuela 13 210 km²
- Lago artificial más extenso: Embalse de Guri, Estado Bolívar,  Venezuela 4250 km²
- Cascada más alta: Salto del Ángel, Estado Bolívar,  Venezuela 979 m

### Clima
- Temperatura más alta registrada: 46,7 °C en Villa Montes, departamento de Tarija,  Bolivia (29-10-2010)
- Temperatura más baja registrada: -27,4 °C en Uyuni, departamento de Potosí,  Bolivia (04-08-1946)

## Economía
| Rango | País      | Mil millones de $US |
| ----- | --------- | ------------------- |
|       | Unasur    | 716 411             |
| 1     | Perú      | 439 262             |
| 2     | Venezuela | 144 737             |
| 3     | Bolivia   | 105 063             |
| 4     | Guyana    | 18 357              |
| 5     | Surinam   | 8992                |

| Rango | País      | Miles de $US |
| ----- | --------- | ------------ |
|       | Unasur    | n/d          |
| 1     | Guyana    | 23 258       |
| 2     | Surinam   | 14 703       |
| 3     | Perú      | 12 985       |
| 4     | Bolivia   | 8832         |
| 5     | Venezuela | 5178         |

| Rango | País      | Mil millones de $US |
| ----- | --------- | ------------------- |
|       | Unasur    | 321 278             |
| 1     | Perú      | 225 918             |
| 2     | Bolivia   | 43 110              |
| 3     | Venezuela | 42 530              |
| 4     | Guyana    | 7255                |
| 5     | Surinam   | 2465                |

| Rango | País      | Puntaje General |
| ----- | --------- | --------------- |
| 1     | Perú      | 0,777 (Alto)    |
| 2     | Surinam   | 0,738 (Alto)    |
| 3     | Bolivia   | 0,718 (Alto)    |
| 4     | Venezuela | 0,711 (Alto)    |
| 5     | Guyana    | 0,682 (Medio)   |

### Moneda única sudamericana

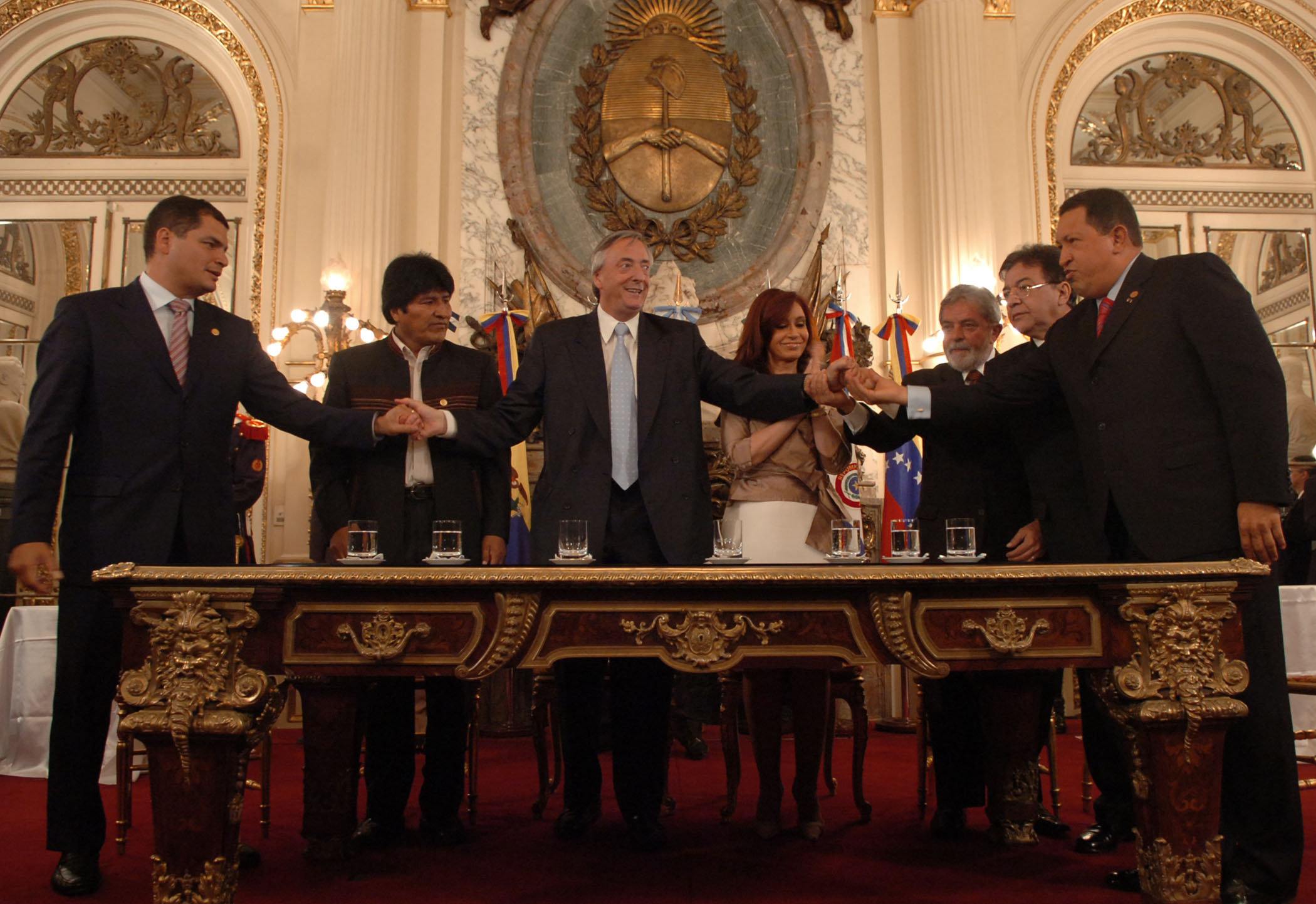
Néstor Kirchner, Cristina Fernández, Luiz Inacio Lula Da Silva, Rafael Correa, Evo Morales, Hugo Chávez, Nicanor Duarte firmando el Acta Fundacional del Banco del Sur, en la Casa Rosada.

La moneda única sudamericana es una moneda propuesta para ser la moneda de curso legal en los doce países miembros de la Unión Sudamericana de Naciones. Fue propuesta y respaldada por varios presidentes de los Estados interesados, como Hugo Chávez, Alan García, Evo Morales y Rafael Correa, a imagen del euro de la Unión Europea.
La misma sería emitida por el Banco del Sur, reemplazando así a las siguientes doce monedas: Peso argentino, Boliviano, Real brasileño, Peso chileno, Peso colombiano, Dólar estadounidense (en Ecuador), Dólar guyanés, Sol peruano, Guaraní paraguayo, Dólar surinamés, Peso uruguayo y Bolívar venezolano.
No existe al momento acuerdos al respecto, como tampoco un cronograma para su establecimiento. En 2007 el ministro de economía ecuatoriano, Fausto Ortiz, sostuvo en una entrevista que la misma podría crearse en «cinco u ocho años».
Sin embargo, otros economistas de la región han señalado que: «La moneda única es el último paso...» después de avanzar en la integración económica.
No existe ninguna denominación para esta futura moneda.
No debe confundirse está proyectada moneda común con el SUCRE (Sistema Unitario de Compensación Regional) que es simplemente una moneda de cuenta.
Luego de la constitución de Unasur, se comenzó a planear una unión monetaria entre los países de la región, similar al euro. La idea fue criticada por economistas, especialmente de Brasil, que afirman que con una moneda única el país tendría pérdidas muy grandes, en particular en relación con el PIB y el consumo interno. Además en la reunión que se llevó a cabo en Brasilia, Brasil aclaró que su moneda no se cambiará por la moneda a elaborar.
Obstáculos citados para la moneda común han incluido el uso extendido del dólar en el continente, la presencia de economías "enfermas" (Argentina, Venezuela), y aquellos de índole política.

## Demografía

### Áreas metropolitanas más pobladas
Las aglomeraciones urbanas más pobladas de los países miembros de la Unasur son las siguientes:
| 1. Lima 10 004 141 hab.  | 2. Caracas 5 322 310 hab.  | 3. Maracaibo 2 576 836 hab.    | 4. Santa Cruz de la Sierra 1 986 855 hab. |
| ------------------------ | -------------------------- | ------------------------------ | ----------------------------------------- |
|                          |                            |                                |                                           |
| 5. La Paz 1 849 504 hab. | 6. Valencia 1 554 004 hab. | 7. Barquisimeto 1 308 163 hab. | 8. Cochabamba 1 227 044 hab.              |
|                          |                            |                                |                                           |

### Diversidad étnica
La composición étnica de los Estados miembros de Unasur es la siguiente:
| País | Mestizos | Indígenas | Blancos | Mulatos | Negros | Asiáticos |
| --- | -------- | --------- | ------- | ------- | ------ | --------- |
| Bolivia | 28 %     | 55 %      | 15 %    | 2 %     | -      | -         |
| Guyana | 7 %      | 7 %       | 7 %     | 7 %     | 36 %   | 50 %      |
| Perú | 32 %     | 45.5 %    | 12 %    | 9.7 %   | -      | 0.8 %     |
| Surinam | 4 %      | 4 %       | 1 %     | 31 %    | 10 %   | 54 %      |
| Venezuela | 37.7 %   | 2.7 %     | 16.9 %  | 37.7 %  | 2.8 %  | 2.2 %     |
| Fuentes: - Composición Étnica de las Tres Áreas Culturales del Continente Americano al Comienzo del Siglo XXI - El Caribe a comienzos del siglo XXI: composición étnica y diversidad lingüística |          |           |         |         |        |           |

### Idiomas
Los idiomas más hablados en los países miembros de Unasur son:
- Español: 65 805 300
- Quechua: 7 384 920
- Aimara: 1 441 000
- Criollo guyanés: 711 000
- Chino: 517 200
- Inglés: 296 000
- Wayú: 294 000
- Sranan Tongo: 291 000
- Portugués: 254 000
- Hindustaní: 153 000
- Neerlandés: 126 200
- Árabe: 111 200
- Javanés: 75 500
- Asháninca: 63 000
- Alemán: 61 500
- Guaraní: 59 000
- Awajún: 53 400

## Países miembros

### Estados miembros

Estados miembros de Unasur (territorios en blanco no son parte de Unasur).

- Miembros de la Comunidad Andina (CAN):
  -  Estado Plurinacional de Bolivia
  -  República de Colombia (reincorporado el 20 de octubre de 2023)
  -  República del Perú (participación suspendida desde abril de 2018)
- Miembros del Mercado Común del Sur (Mercosur):
  -  República Federativa del Brasil (reincorporado el 8 de abril de 2023)[97]
  -  República Bolivariana de Venezuela
- Otros miembros
  -  República Cooperativa de Guyana
  -  República de Surinam
- Miembros retirados
  -  Argentina, retirado en diciembre de 2023
  -  Chile, retirado en abril de 2019.
  -  Ecuador, retirado en marzo de 2019.
  -  Paraguay, retirado en abril de 2019.
  -  Uruguay, retirado en marzo de 2020.
- Territorios participantes y que están fuera de América del Sur
  -  Isla de Aves, territorio venezolano situado en las Antillas Menores.
  -  San Andrés y Providencia, departamento colombiano situado en América Central.
- Países observadores
  -  México
  -  República de Panamá
- Territorios no participantes:
  -  Aruba, país autónomo del Reino de los Países Bajos.
  -  Bonaire, municipio especial integral del Reino de los Países Bajos.
  -  Curazao, país autónomo del Reino de los Países Bajos.
  -  Guayana Francesa, departamento de ultramar de Francia y por eso parte de la Unión Europea.
  -  Trinidad y Tobago (aunque no es miembro, fue invitado a unirse a Unasur por el presidente de Venezuela Nicolás Maduro en julio del 2013).
- Territorios en disputa:
  - Islas Malvinas
  - Islas Georgias del Sur y Sandwich del Sur
  - Guayana Esequiba
  - Río Maroni
  - Tigri

## Críticas a la entidad

### Críticas a las acciones
En los inicios de la organización se levantaron opiniones críticas desde el exterior que señalaban que, desde su fundación en 2005, la organización sería solamente una entidad virtual, que no produciría resultados tangibles. Su primera prueba de fuego, fue el ser el instrumento que ha desactivado definitivamente, el potencial conflicto secesionista en Bolivia. También algunos de los proyectos que se han iniciado, como los de infraestructura para Suramérica ya son tangibles.

### Críticas a la distribución del poder
Algunas personas, entre ellas el nominado a secretaría de la Unión, Rodrigo Borja Cevallos, y el presidente ecuatoriano Rafael Correa, criticaron la decisión del Consejo de Jefas y Jefes de Estado de dejar a la Secretaría General y su secretario con menor poder y toma de decisiones que el Consejo de Ministras y Ministros o el Consejo de Delegadas y Delegados.